# HAECO

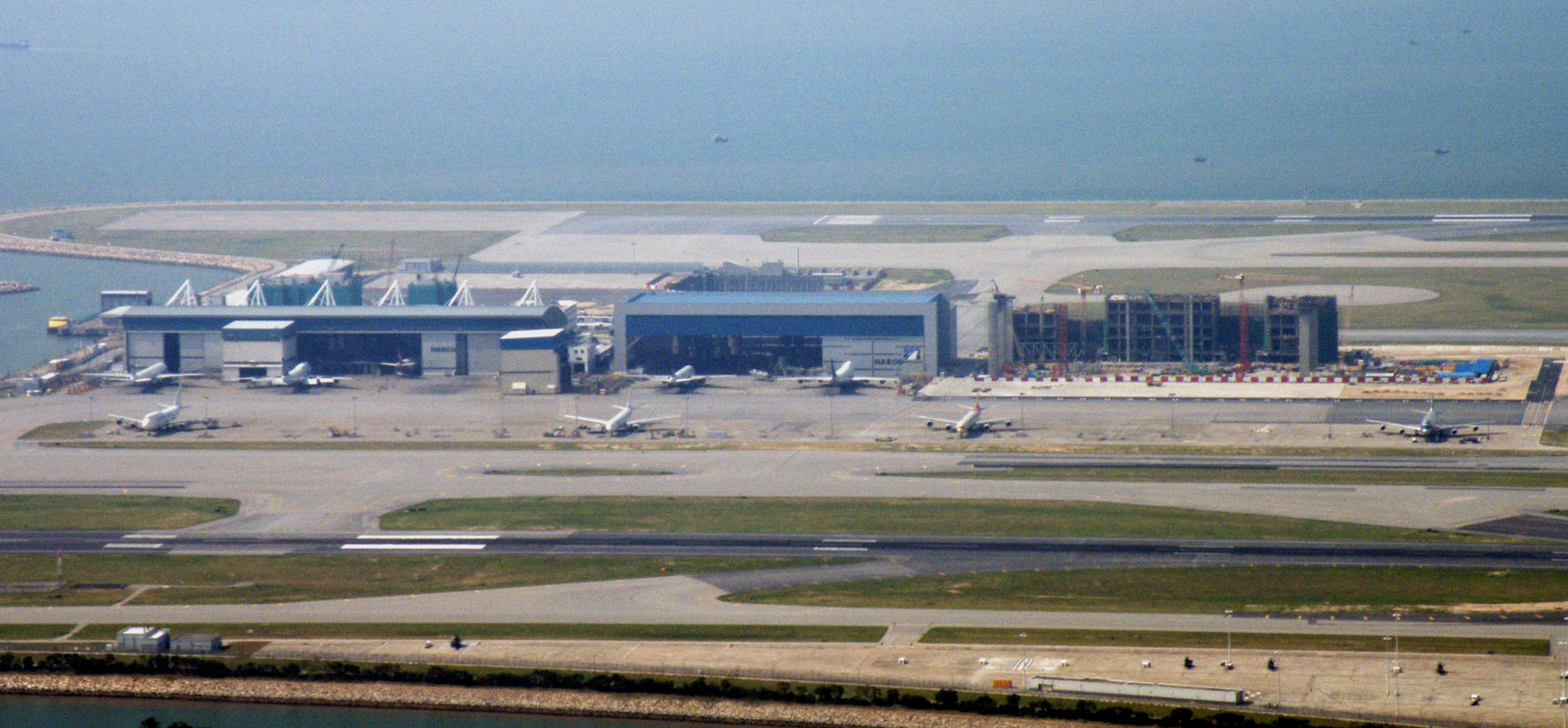
Les installations de HAECO sur l'aéroport international de Hong Kong, en septembre 2008.

HAECO (Hong Kong Aircraft Engineering Company) est un groupe industriel chinois spécialiste de la maintenance aéronautique. Selon le classement effectué par Aviation Week, l'ensemble formé par HAECO/TAECO/STAECO se situe au 4e rang mondial dans ce domaine, avec 5,88 millions d'heures effectuées en 2006.

## Présentation
Ce groupe est l'un des plus importants fournisseurs de services dans la maintenance aéronautique, et regroupe plusieurs entreprises : Taikoo (Xiamen), STAECO, TAECO, et s'occupe même de la maintenance d'avions de compagnies européennes dont Air France.
HAECO est le seul fournisseur de maintenance Full Service (comprenant donc tous les aspects de la maintenance aéronautique) sur l'aéroport international de Hong Kong, Chek Lap Kok. HAECO fournit ces services de maintenance depuis 1950.

## Histoire
Le 25 septembre 2009, HAECO a augmenté ses capacités de maintenance aéronautique d'un tiers en ouvrant un troisième hangar sur l'aéroport de Hong Kong, susceptible d'accueillir simultanément deux avions de grande taille (wide bodies, type A330 ou B777) et un avion de plus petite taille, type A320 ou Boeing 727 (narrow body). Ce hangar a représenté un investissement de 109 millions de USD.
En juin 2010, pour améliorer sa trésorerie, Cathay Pacific a décidé de céder à Swire Pacific les 15 % qu'elle détenait jusque-là dans le capital de HAECO.

## Structure capitalistique et sites industriels
HAECO est coté à la Bourse de Hong Kong (code HKX:44). Swire Pacific détient 61 % de son capital.
Le groupe HAECO comprend un certain nombre de filiales directes. Les principales de ces filiales sont :
- Taikoo, à Xiamen ;
- TAECO (Aircraft Engineering Co Ltd) ;
- HAESL (Hong Kong Aero Engine Services Ltd), en coentreprise avec Rolls Royce et SIAEC.

Le groupe peut accueillir 19 avions wide bodies et 4 avions narrow bodies sur quatre sites, où sont offerts l'ensemble des services de maintenance aéronautique (révisions générales, équipements, conversion d'avions passagers en avions cargo...) :
- Aéroport international de Hong Kong ;
- Tseung Kwan O ;
- Xiamen ;
- Jinan.

## Résultats financiers
En 2009
En 2009, le chiffre d'affaires de HAECO s'est élevé à 518,2 millions de dollars (taux de conversion retenu : 1 USD = 7,80653 HKD). Pour la même période, les effectifs du groupe se sont élevés à 12 615 personnes.
En 2011
Pour les six premiers mois de l'année 2011, les résultats du groupe HAECO ont été les suivants (taux retenu : 1 USD = 7,80653 HKD). : 
- chiffre d'affaires : 325,9 millions d'USD, soit une hausse de 24,2 % par rapport à l'année précédente. Ce chiffre se répartit comme suit : 
  - HAECO : 210,2 millions de dollars, soit +14 % ;
  - TAECO : 105,8 millions de dollars, soit +45 % ;
  - Autres : 9,9 millions de dollars, soit +93 %.
- Résultat opérationnel : 44,2 millions de dollars, soit +73,4 %;
- Résultat net : 54,4 millions de dollars, soit +25,7 %.